# Thomisops cretaceus
Thomisops cretaceus là một loài nhện trong họ Thomisidae.
Loài này thuộc chi Thomisops. Thomisops cretaceus được miêu tả năm 1964 bởi Jézéquel.